# Cnidoscolus quercifolius
Cnidoscolus quercifolius är en törelväxtart som beskrevs av Johann Baptist Emanuel Pohl. Cnidoscolus quercifolius ingår i släktet Cnidoscolus och familjen törelväxter. Inga underarter finns listade i Catalogue of Life.

## Bildgalleri

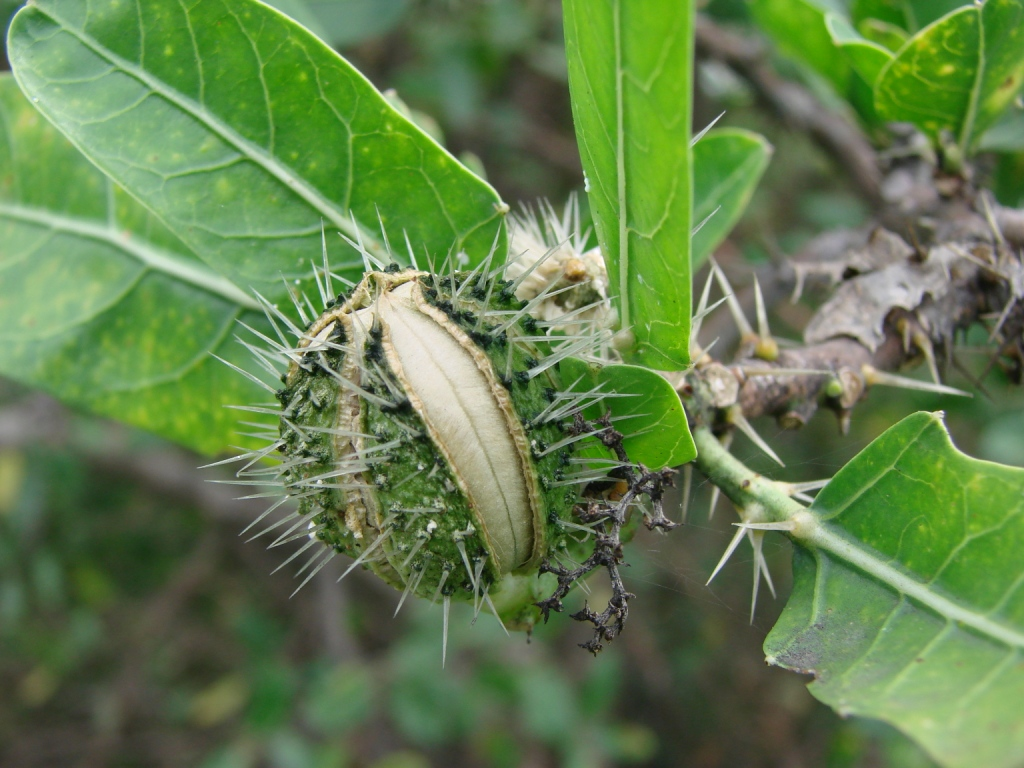
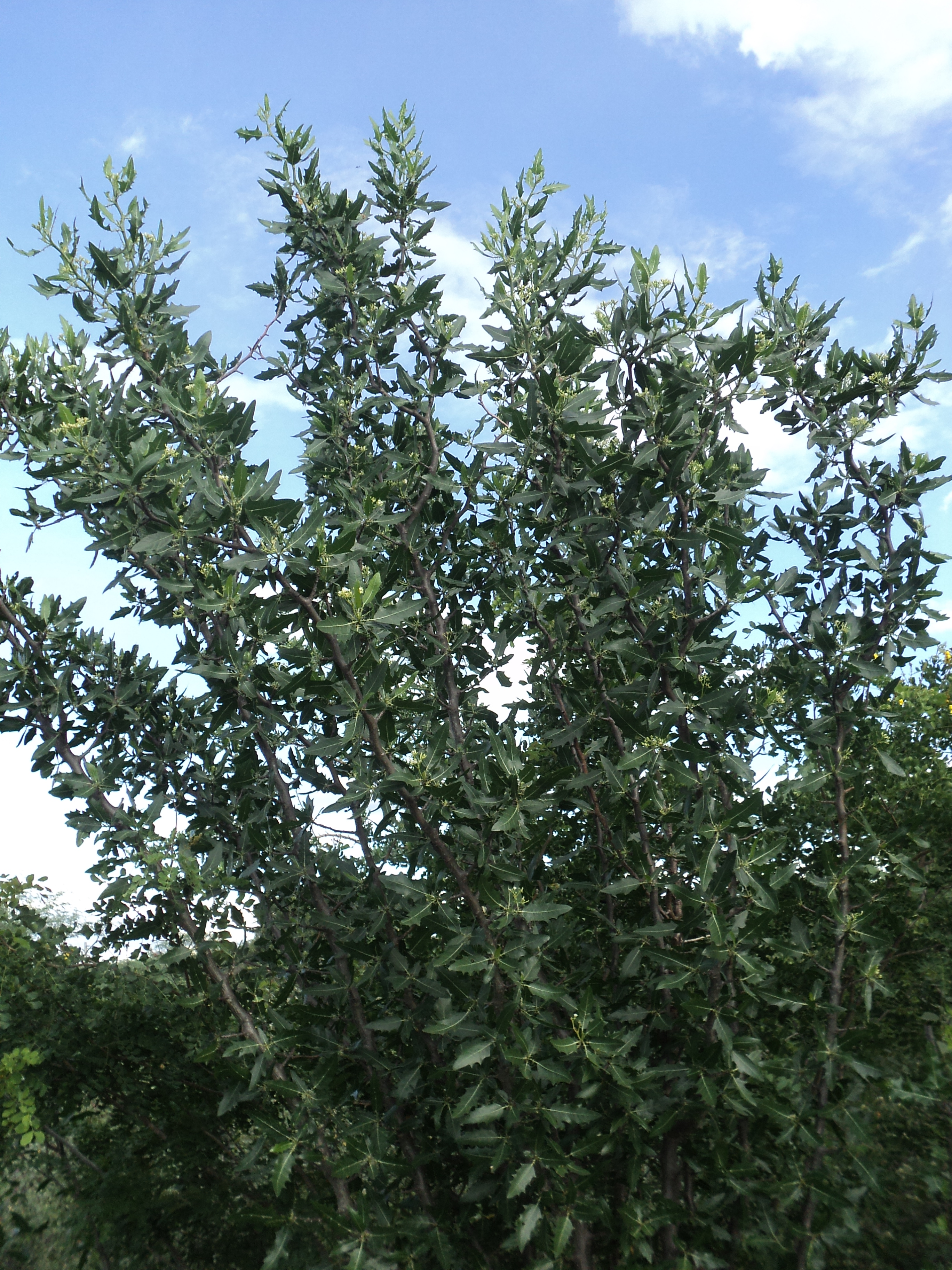